# Pusad
Pusad ist eine Stadt im indischen Bundesstaat Maharashtra.
Die Stadt ist Teil des Distrikts Yavatmal. Pusad hat den Status eines Municipal Council. Die Stadt ist in 28 Wards gegliedert. Sie hatte am Stichtag der Volkszählung 2011 73.046 Einwohner, von denen 40.816 Männer und 39.242 Frauen waren. Hindus bilden mit einem Anteil von über 56 % die Mehrheit der Bevölkerung in der Stadt. Die Alphabetisierungsrate lag 2011 bei 91,33 % und damit deutlich über dem nationalen Durchschnitt.